# Bully Drammeh
Bully Drammeh (* 15. Juli 1995 in Brikama) ist ein gambischer Fußballspieler, der als Mittelfeldspieler für den Fortune FC spielt.
Er wurde in Brikama geboren und hat Vereinsfußball für Brikama United, Real de Banjul, LISCR FC und Fortune FC gespielt. Sein Länderspieldebüt für Gambia gab er 2011.